# Phillpot Bluff
Das Phillpot Bluff ist ein Felsenkliff im ostantarktischen Mac-Robertson-Land. Es ragt zwischen dem Turk-Gletscher und dem Sheraton-Gletscher im südlichen Teil des Mawson Escarpment auf.
Luftaufnahmen der Australian National Antarctic Research Expeditions aus den Jahren 1956, 1960 und 1973 dienten seiner Kartierung. Das Antarctic Names Committee of Australia benannte es 1973 nach dem australischen Meteorologen Henry Robert Phillpot (1919–2018), Leiter des Antarctic Meteorological Research Center in Melbourne von 1965 bis 1969.